# Kestilä
Kestilä is een voormalige gemeente in de Finse provincie Oulu en in de Finse regio Noord-Österbotten. De gemeente heeft een totale oppervlakte van 601 km2 en telde 1724 inwoners in 2003.
In 2009 is de gemeente bij Siikalatva gevoegd.